# 共犯 (映画)
『共犯』(原題：共犯、英題：Partners in Crime)は、2014年の台湾のクライム映画。台北映画祭オープニング作品。

## あらすじ
同じ高校に通ういじめられっ子のリーファイ、不良のイーカイ、優等生のヨンチュンは通学途中に路地裏で同じ高校のウェイチャオの遺体を発見する。3人はウェイチャオの死の真相を解明するために調査をする。

## スタッフ
- 監督：チャン・ロンジー(張榮吉)
- 製作：チェン・ホンユエン、ジャッキー・パン
- 撮影：ジミー・ユィ
- 編集：ニュッサ・リー
- 音楽：ウェン・ツーチエ
- 原作：シア・ペイアル(夏佩爾)、ウー・ヌーヌー(烏奴奴)
- 脚本：シア・ペイアル(夏佩爾)、ウー・ヌーヌー(烏奴奴)
- 美術：ウー・ルオユン
- 字幕：島根磯美
- 後援：台北駐日経済文化代表処
- 主題歌：Flumpool「孤獨」

## キャスト
※役名、俳優の順。
- ホアン・リーファイ (黄立淮)：ウー・チエンホー(巫建和)
- イエ・イーカイ (葉一凱)：チェン・カイユアン(鄭開元)
- リン・ヨンチュン (林永群)：トン・ユィカイ(鄧育凱)
- シャー・ウェイチャオ (夏薇喬)：ヤオ・アイニン(姚愛甯)
- チュウ・チンイー (朱静怡)：ウェン・チェンリン(温貞菱)
- ホアン・ヨンチェン (黄詠臻)：サニー・ホン(洪于晴)
- ウェイチャオの母：リー・リエ(李烈)
- スクールカウンセラー：アリス・クー(柯佳嬿)